# Poris Plawad Indah
Poris Plawad Indah is een bestuurslaag in het regentschap Tangerang van de provincie Banten, Indonesië. Poris Plawad Indah telt 23.175 inwoners (volkstelling 2010).